# Skoura

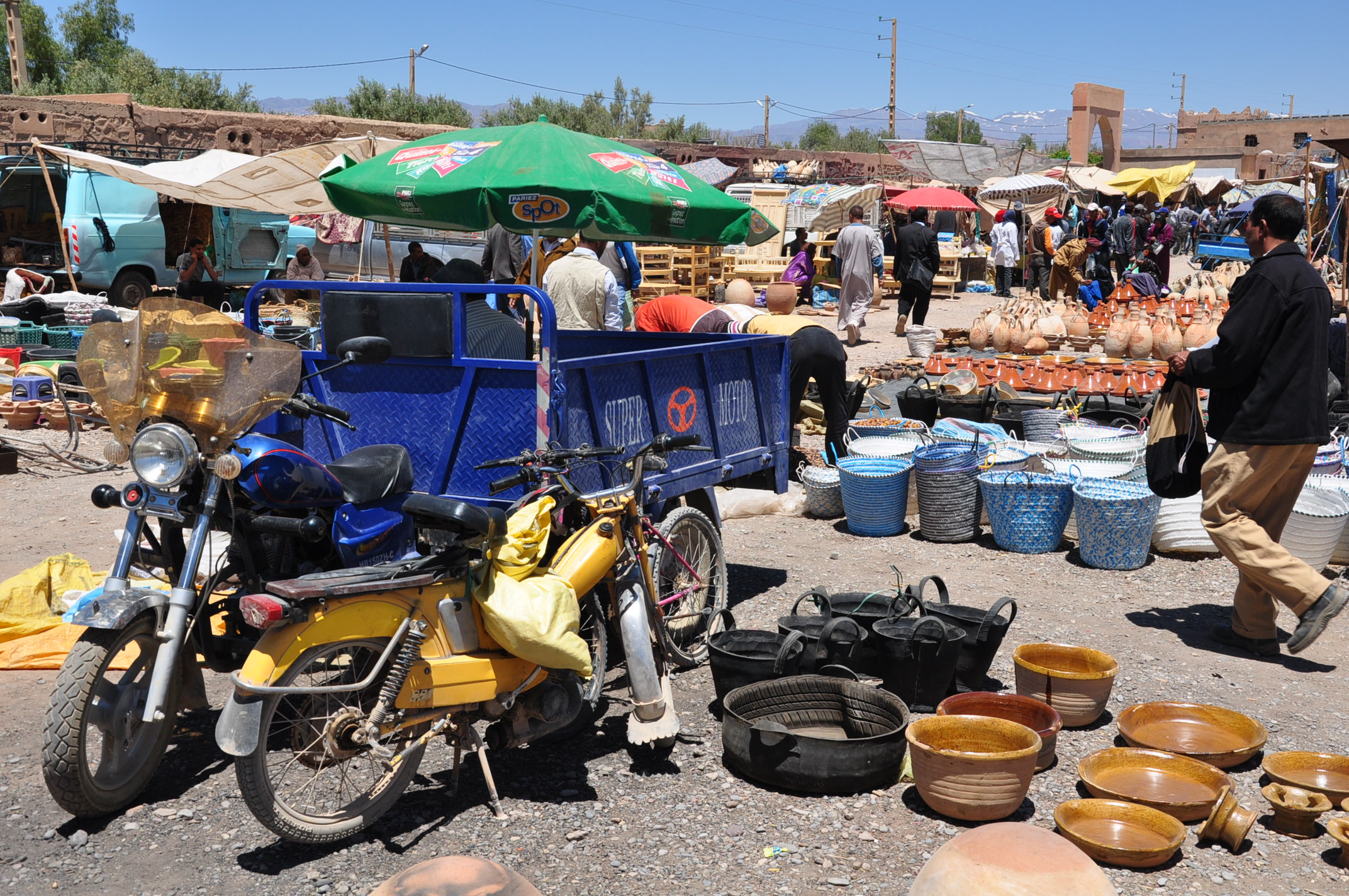
Au marché de Skoura

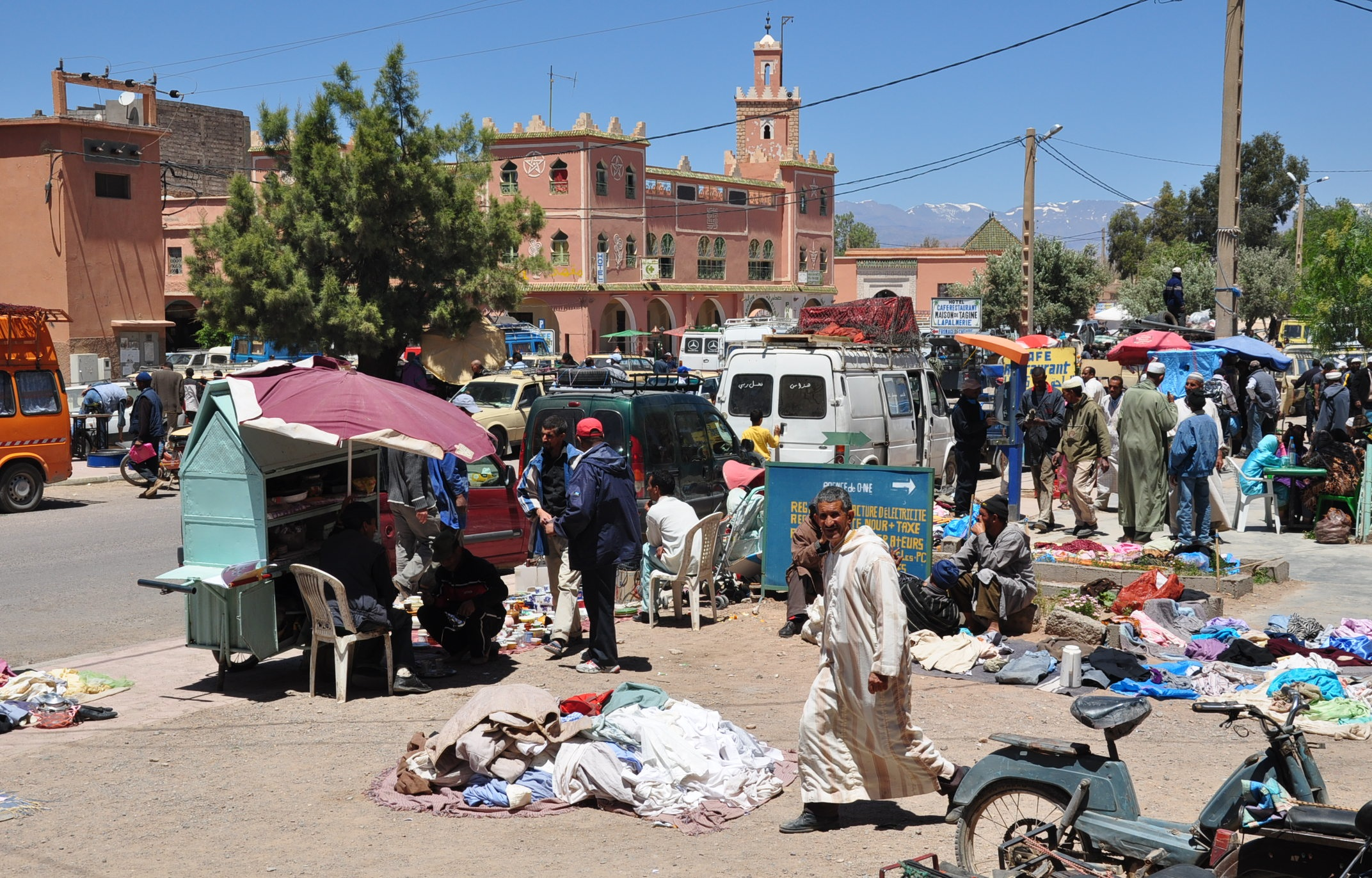
Scène à Skoura

Skoura (en Tachelhit: Skura et ⵙⴽⵓⵔⴰ, arabe : سكورة ) est une importante palmeraie de 25 km2, située à 40 km de Ouarzazate dans le Sud du Maroc. C'est l'une des rares palmeraies du pays encore habitée et cultivée. On y recense environ trente mille habitants et cent trente huit mille palmiers. Skoura est un village marocain appartenant à la confédération tribale Skoura Ait ou Ahl Al Ouast et dont le nom viens du berbère Askur ou Skur qui veut dire perdrix ou bien perdraux.

## Présentation

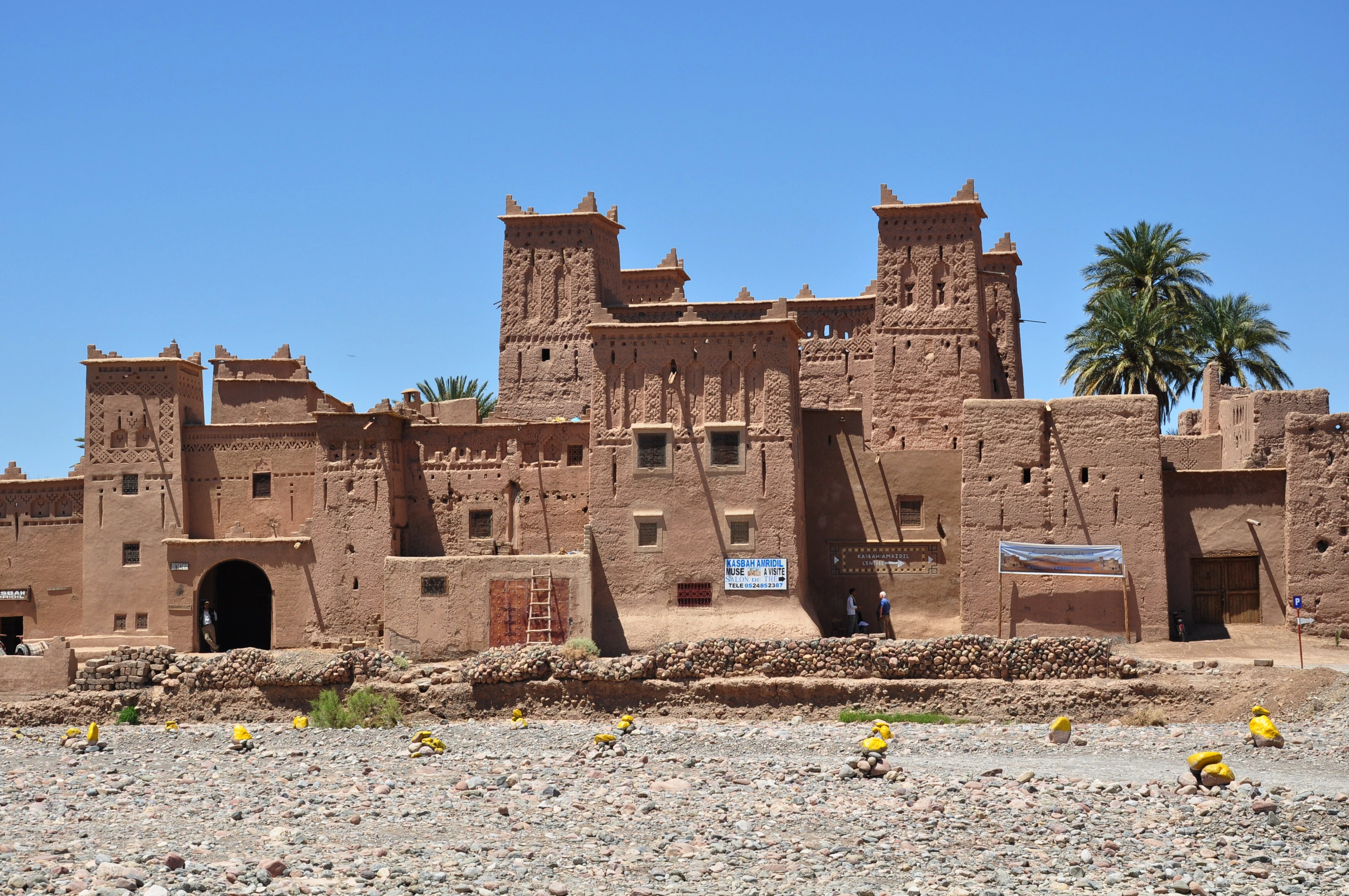
Kasbah Amerhidil

Célèbre pour ses nombreuses kasbahs au milieu des palmiers, dont celle d'Amerhidil qui figure sur les anciens billets de 50 Dirhams, Skoura est le premier point de passage sur la route du Dadès qui mène à Kelaat-M'Gouna, les gorges du Dadès, Boumalne et la vallée du Toudra. Il s'agit en fait d'un lieu caractéristique de l'architecture des oasis.
La palmeraie compte de nombreux douars (villages), dont les habitants vivent essentiellement de l'agriculture : olives, amandes, cultures fourragères comme la luzerne, orge et autres arbres fruitiers (pommiers, abricotiers, figuiers, grenadiers...). L'irrigation puise dans l'oued Skoura, et emploie encore principalement le système traditionnel des khettaras en réponse aux sécheresse dans les années 1980-2000,. Certains artisans perpétuent des traditions ancestrales comme les potiers et les vanniers.
Souffrant de la sécheresse depuis de nombreuses années comme tout le Maroc et en particulier le Sud, Skoura bénéficie de nouveaux revenus avec le tourisme. Plusieurs gîtes et hôtels se sont ouverts ces dernières années, tenus par des étrangers ou des habitants de la région. Les kasbahs caractéristiques de la zone sont également transformées en hôtels de luxe à la fin du XXe siècle, bien que cela remette en question la notion de patrimoine.
Enfin, dans la culture populaire, Skoura a été le théâtre de différents films marocains et étrangers[réf. nécessaire].

### Filmographie
- Où est l'amour dans la palmeraie ?, film documentaire de Jérôme Le Maire, Belgique, 2006, 85'